# Livro de Enos
O Livro de Enos é um dos livros que compõem o Livro de Mórmon. 
Esse livro descreve o processo de conversão de um homem chamado Enos, que orou para receber perdão por seus pecados e achou alívio por causa da expiação de Jesus Cristo. Membros de A Igreja de Jesus Cristo dos Santos dos Últimos Dias referenciam esse livro por seus ensinamentos sobre a oração, entre outras coisas.